# Missing Link
Missing Link（ミッシング・リンク）は日本の女性4人組ボーカルグループである。

## 概要
2004年5月、サウンドプロデューサーYANAGIMANが開催したオーディションで1万1千人の中から選ばれ、全員がリードボーカルとラップを担当する4人組のガールズグループとして結成。
路上ライブを積み重ねる中で「着うた1万ダウンロード達成したらCDリリース決定」というチャンスを掴み、1ヶ月の期限内で2万ダウンロード（総合10万ダウンロード）を達成して、2005年10月にインディーズよりファーストミニアルバム『Missing Link』をリリース。
2007年2月にはエピックレコードジャパンよりシングル「ツナガルキモチ」でメジャーデビューを果たした。
2008年には映画『ハンサム★スーツ』の主題歌「マイ★レボリューション」（渡辺美里「My Revolution」のカバー）を主演の塚地武雅とともに担当し、「Missing Linkと塚地武雅（ドランクドラゴン）」名義でCDをリリース。
2009年4月1日、所属プロダクション及びレコード会社を離れ独立、同11月5日には株式会社LINKを設立して新たな活動を開始した。8月26日には初のワンマンライブを、2010年8月22日には自身が初主催する音楽イベント「東京 ギラギラ Collection」を開催。
2012年7月6日、各自ソロ活動に専念するために解散を発表した。

## メンバー
- MEGU（メグ、柳めぐみ）リーダー、リードボーカル・ラップ。大阪府出身。[1]
- SHOCO（ショウコ、菊井彰子）リードボーカル・ラップ。香川県出身。[1]
- HARUKA（ハルカ、仲本はる香、1987年3月30日 - ）リードボーカル・ラップ。熊本県出身。[2]
- YOU（ユー、伊藤優、1988年12月27日 - ）リードボーカル・ラップ。岩手県出身。

## ディスコグラフィー

### シングル
1. ツナガルキモチ（2007年2月7日）
  1. ツナガルキモチ
  2. Party Tune
  3. ツナガルキモチ-instrumental-
2. マイ★レボリューション（2008年10月29日）
  1. マイ★レボリューション
  2. マイ★レボリューション-Instrumental-

  - 映画『ハンサム★スーツ』の主題歌で、渡辺美里の代表曲「My Revolution」のカバー。ユニット「Missing Linkと塚地武雅（ドランクドラゴン）」名義でリリース。本作のPVには塚地が主演の映画『ハンサム★スーツ』のキャストやワンシーン、アニメ等が登場している。

### アルバム
1. Missing Link（2005年10月26日）
  1. タイムリミット
  2. SHAKE・夏・SHAKE
  3. All my dreams
  4. it's up to you
  5. 君のそばで…
2. 0ml（2007年7月18日）
  1. Party Tune[PLANETS Mix]
  2. ひとりぼっちの夜に
  3. ラブ・メリーゴーランド
  4. interlude-ML's World Radio Trip-
  5. Good Day
  6. Girl
  7. Outro -Connected Feelings-
  8. 合コンSOLDIER
3. Dream Catcher (2009年9月16日)
  1. Dream Catcher
  2. Don't Stop Da MUSIC
  3. 百万年の恋
  4. Quiet Room
  5. ハツナツ
  6. いつも一緒にいたい
  7. 明日への一歩
  8. Massage Song

### シングル（配信限定）
1. 秋色（2009年10月21日iTunes Store）
  1. 秋色
2. ゆき（2009年12月23日iTunes Store）
  1. ゆき
  2. Missing Link Member's Comment
3. またね、バイバイ（2010年3月21日iTunes Store）
  1. またね、バイバイ
4. サヨナラ feat.KURO（from HOME MADE家族）（2010年7月14日iTunes Store）
  1. サヨナラ feat.KURO

### その他参加作品
1. ポルノグラフィティ「ネガポジ」（アルバム『∠TRIGGER』収録）
  - コーラスとして参加
2. 「いしだあゆみ/太陽は泣いている remixed by Missing Link」（オムニバスアルバム『京平ディスコナイト』収録）
3. 童子-T「I Need Your Love feat. Missing Link」（アルバム『GOLD』収録）
4. miCKun「恋の花咲かせナイト★フィーバー feat. SEAMO & Missing Link」（アルバム『D.N.A』収録）